# Tania Saedi

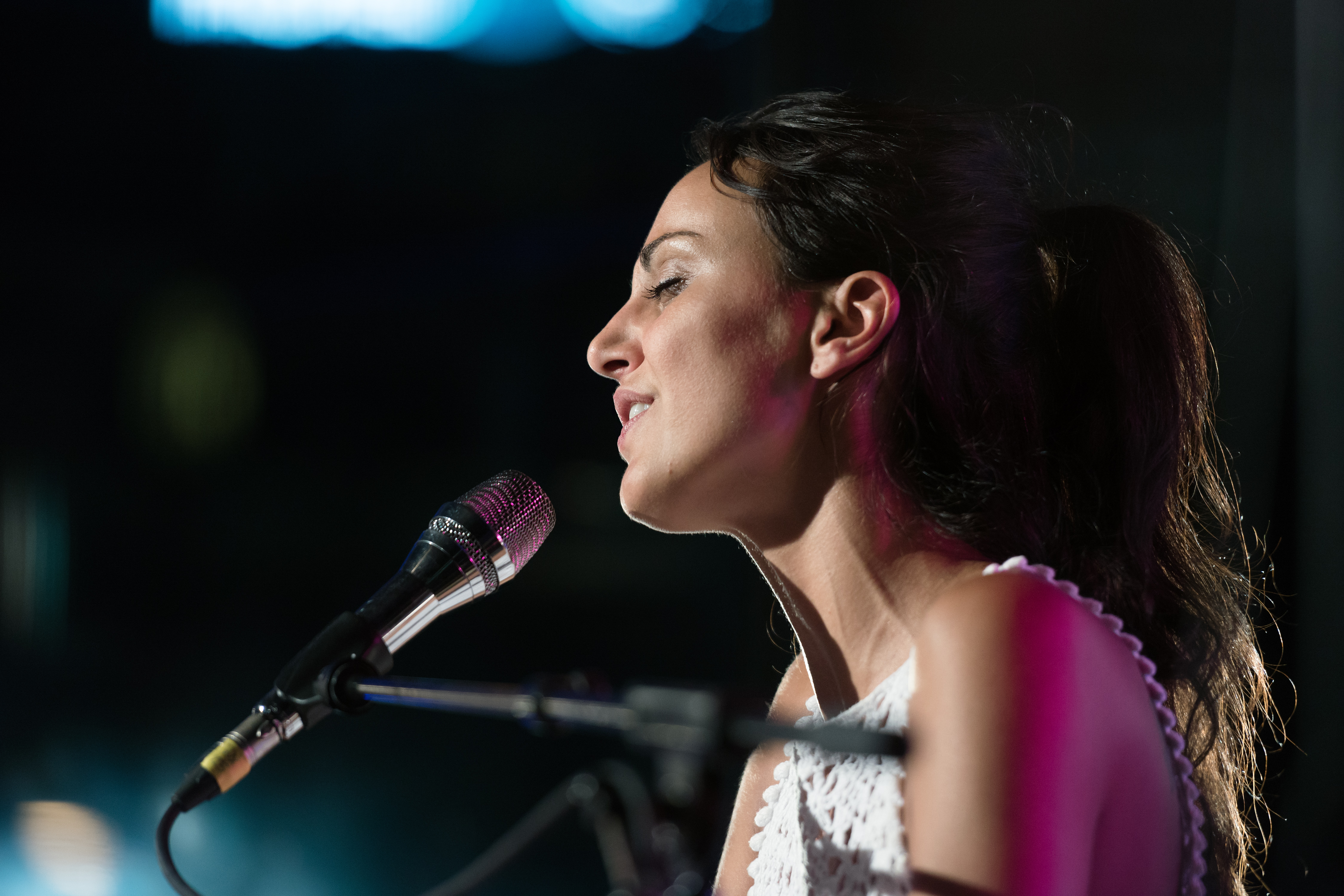
Tania Saedi (2016)

Tania Saedi (* 1976 in Teheran, Iran), auf ihren Solo-Veröffentlichungen SAEDI, ist eine österreichische Musikerin, Vokalistin und Komponistin.

## Leben

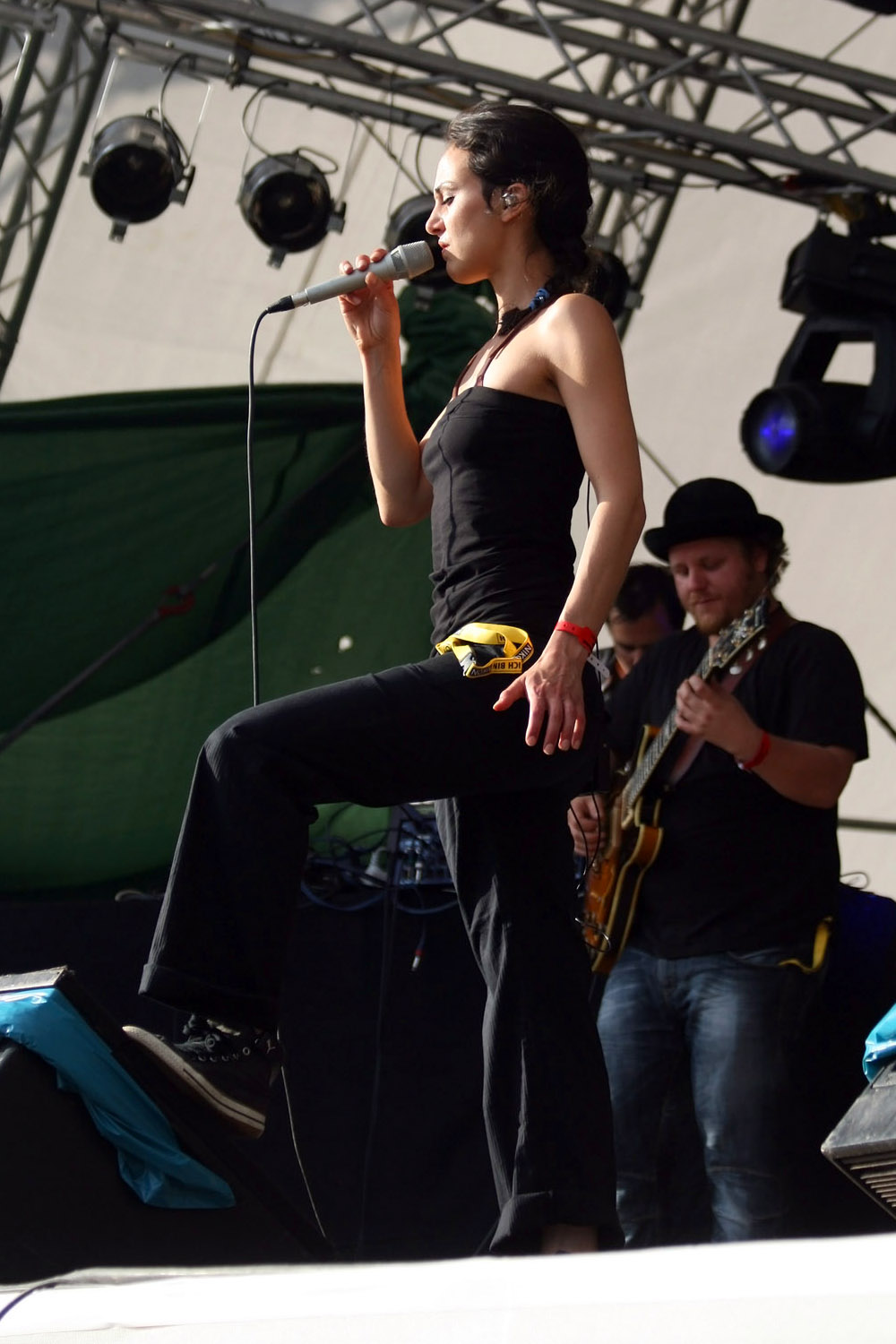
SAEDI mit Markus Kienzl und Daniel Kern (Donauinselfest 2011)

Als Tochter eines Iraners und einer Österreicherin anfangs in Teheran aufgewachsen, übersiedelte Saedi mit ihrer Familie 1980 nach Österreich. Zur Musik kam sie schon früh, nicht zuletzt durch ihren Bruder Sasha, ebenfalls Musiker und in der Musikproduktion tätig. Nachdem sie zunächst ein Chemiestudium begonnen hatte, studierte sie ab 1997 an der Universität für Musik und darstellende Kunst Graz und in den USA unter anderem bei Mark Murphy, Fritz Pauer, Sheila Jordan und Michele Hendricks Jazzgesang. Es folgten erste Auftritte in New York, San Francisco und Los Angeles etwa mit Marcus Shelby und Andrew Hendrix. Weitere Ausbildung und Coaching erhielt sie bei Dave Stroud, dem ehemaligen CEO von Speech Level Singing, in Los Angeles. Das Studium in Graz schloss sie 2004 ab.
Seit Beginn der 2000er-Jahre etablierte sie sich als Sängerin in der Wiener und Grazer elektronischen Musikszene und arbeitet als Vocal Coach und Sprecherin. 2001 war sie am Debütalbum des Produzententeams UKO (Jürgen und Martin Nussbaum) beteiligt, das als FM4-Alternative Act des Jahres für den Amadeus Austrian Music Award nominiert war und auf dem ihr Titel Automatic erschien. Weitere Projekte, bei denen sie mitwirkte, wobei ihr gerade auch die musikalische Vielfalt und Abwechslung wichtig ist, waren Gesangsparts bei Georg Altziebler/bloom 05 (Stills and Honey, 2001), Mauracher (Gesang bei der Österreich-Tournee 2004), Bloc Business, mit denen sie 2005 in China auf Tournee war, Phonix, Violetta Parisini, Big John und Iris Camaa. Zum Album der Pumali Panthers steuerte sie 2004 bei zwei Stücken die Gesangsparts bei, wobei In Style and In Rhythm von Tom Jones entdeckt, daraufhin lizenziert und von ihm auf dem Album 24 Hours (2008) eingespielt wurde. Ab 2008 sang sie in der Band bei Anna F., mit der sie auch als Vorgruppe von Lenny Kravitz dessen Europa-Tournee 2009 begleitete. Im selben Jahr veröffentlichte sie als Tania Saedi aka SistaSadie mit Alien Entertainment die EP Sexappeal. Ebenfalls 2009 nahm sie zusammen mit UKO am sound:frame-Festival für audiovisuelle Kunst in Wien teil. Als „The Sista Sadie Life Show“ präsentierten sie im brut im Künstlerhaus mehrere Stücke, die gemäß dem Jahresmotto des Festivals „EVOLUTION REMIXED!“, von Künstlern wie Alek Kawka, channel-f, Didi Bruckmayr (Waxolutionists), Harald Hund, Karuan, Ken Hayakawa, Tanja Lepschi, TOMAK und anderen visuell und akustisch/musikalisch remixed wurden. Das gleichnamige Album, produziert von Patrick Pulsinger und mit Hunds Fotomontagen am Cover, erschien 2011.

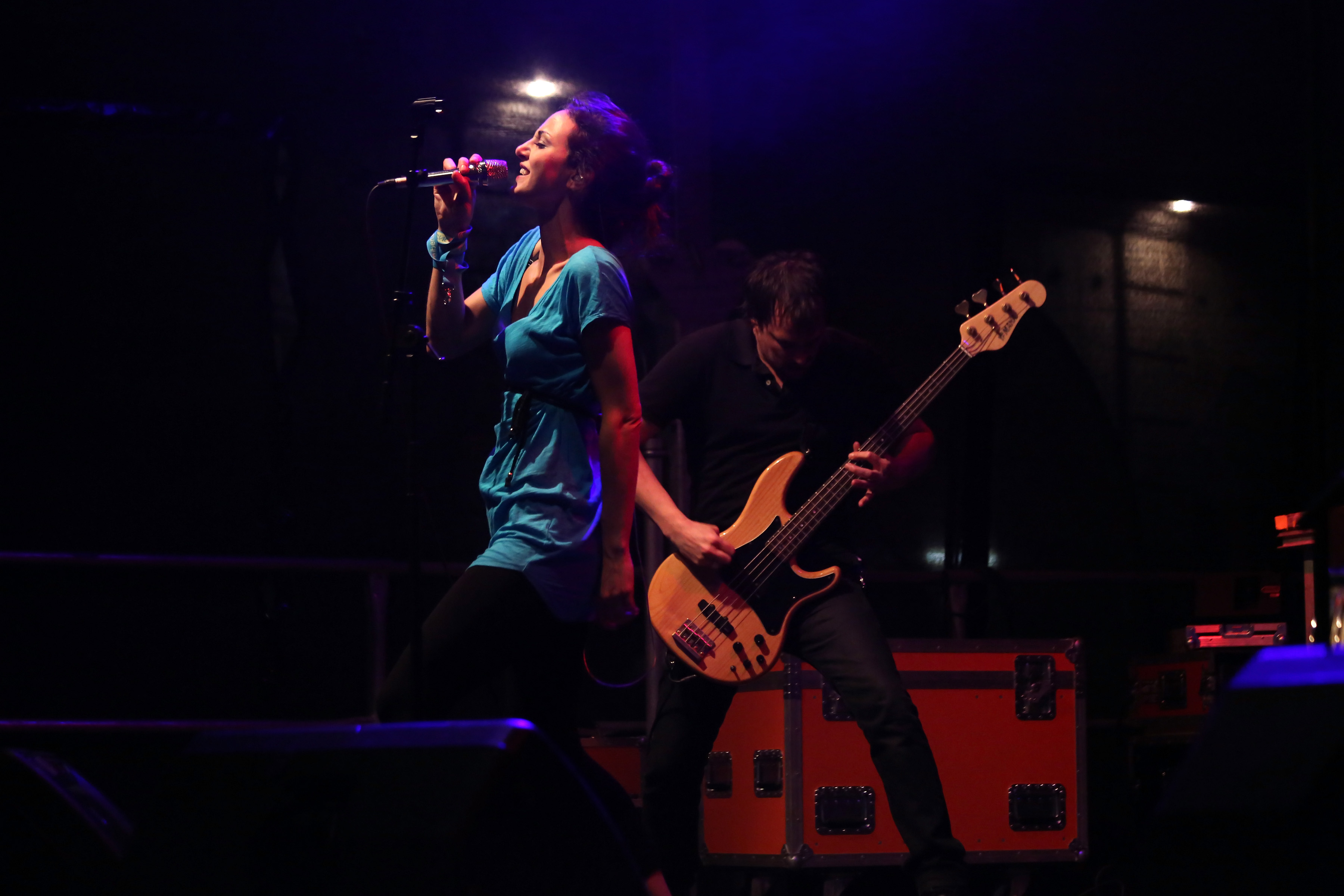
SAEDI mit dem Sofa Surfers Soundsystem (2013)

Nachdem sie Markus Kienzl (Sofa Surfers), zu dessen Album Density (2009) sie ihrerseits den Titel Lullaby beigetragen hatte, als Produzenten gewann, spielte sie ihr Album Exhale ein. Die Stücke textete und komponierte und sie selbst Klavier. Im April 2011 wurde Exhale, mit Grafiken TOMAKs von der Zusammenarbeit beim sound:frame-Festival in der Artwork, veröffentlicht und in der Folge live im WUK und während einer darauf folgenden Österreich-Tournee, unter anderem am Donauinselfest, präsentiert. Saedi war damit im April 2011 „Band des Monats“ im FM4-Soundpark, belegte in den internationalen Jahrescharts des Senders Platz 36 und war beim Amadeus Austrian Music Award 2012 für den FM4-Award nominiert. Im Jänner 2012 nahm sie am Eurosonic-Noorderslag-Festival in Groningen teil.

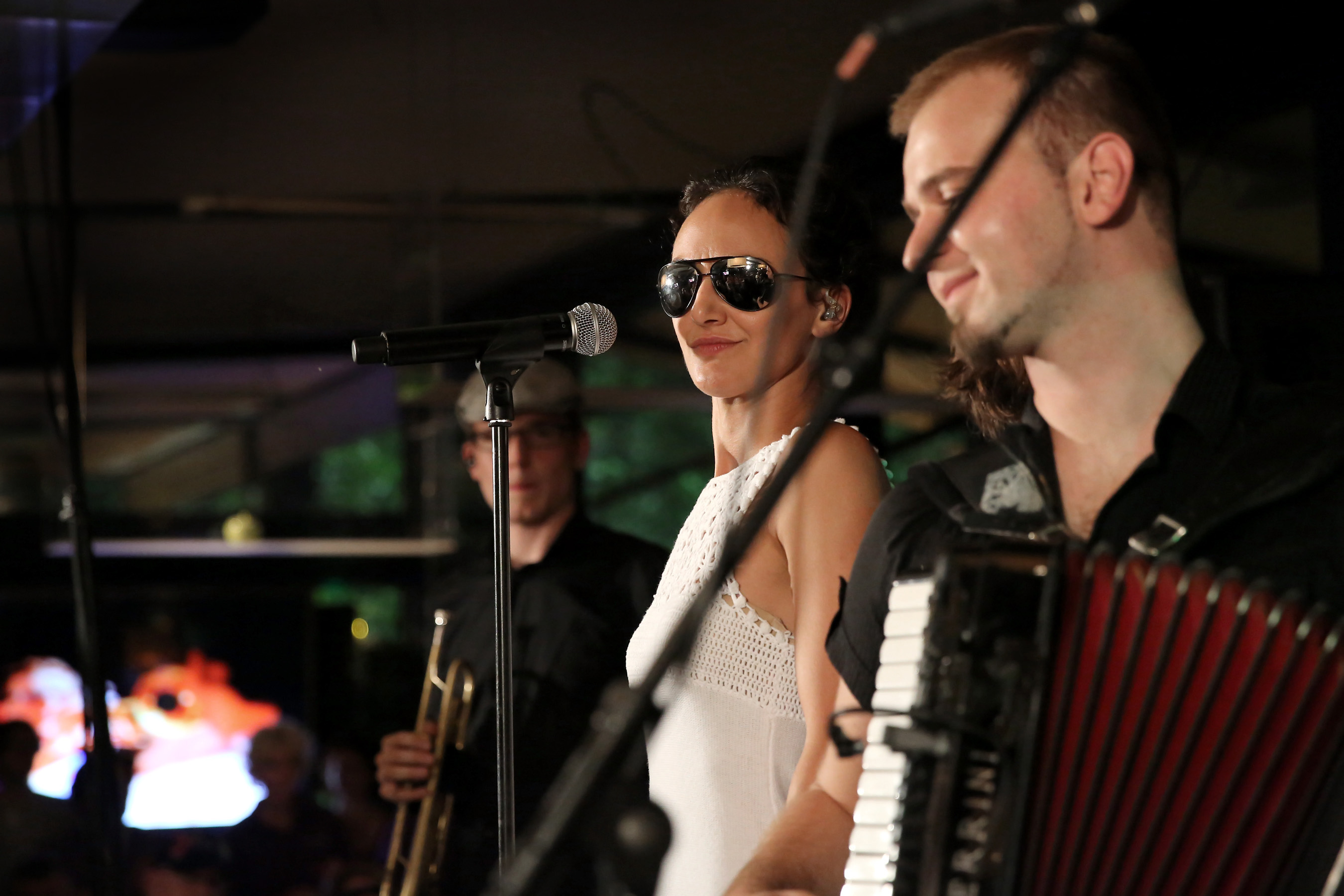
Tania Saedi mit DelaDap (2013)

Mit eigenem Programm tritt Saedi live mit Band, solo am Klavier oder im Duett mit dem Gitarristen Daniel Kern, mit dem sie seit 2008
zusammenarbeitet, oder ihrem Bruder Sasha Saedi auf. Von 2013 bis 2014 war sie Sängerin der Band !DelaDap. Als Gastsängerin tritt sie bei Konzerten unter anderem mit den Sofa Surfers bzw. dem Sofa Surfers Sound System, sowie regelmäßig mit Budapest Bár auf.

## Diskografie
- UKO: UKO (2001)
- Pumali Panthers: Pumali Panthers (2004)
- Alien Entertainment feat. Tania Saedi aka SistaSadie: Sexappeal (2009, EP)
- UKO: The Sista Sadie Life Show (2011) / UKO: Sista Sadie Remixed (2012)
- SAEDI: Exhale (2011)
- DelaDap feat. Saedi: Made in Mexico (2013)
- DelaDap: This is DelaDap (2014)
- SAEDI: Token (2022)